# Ambia amoyalis
Ambia amoyalis is een vlinder uit de familie van de grasmotten (Crambidae). De wetenschappelijke naam van de soort werd in 1925 gepubliceerd door Aristide Caradja.
De soort komt voor in China (Fujian, Xiamen [Amoy], Guangdong, Lienping).